# Stabsdienst
In Deutschland wird unter Stabsdienst der Dienst in einem militärischen oder polizeilichen Stab verstanden. In der Schweiz wird auch die Arbeit in einem Gemeindesekretariat und in Österreich in einem Stab der Feuerwehr so bezeichnet.

## Militärischer und Polizeilicher Stabsdienst
Der militärische und polizeiliche Stabsdienst umfasst administrative und organisatorische Arbeiten in den einzelnen Führungsgrundgebieten, die zur Verwaltung einer Einheit oder Dienststelle gehören. Dazu gehören auch die Koordination der Personalausbildung, des Materialeinsatzes sowie der Finanzen der Einheit.
Für den Stabsdienst in einem militärischen Stab werden speziell ausgebildete Offiziere und Unteroffiziere sowie Mannschaftsdienstgrade benötigt, die hierfür gegebenenfalls an der Schule für Feldjäger und Stabsdienst der Bundeswehr besonders ausgebildet werden. Diese Soldaten haben neben dieser eher administrativen Ausbildung in der Regel noch eine weitere militärische oder technische Ausbildung.

### Ziviler Stabsdienst in der Schweiz und Österreich
In der Schweiz wird die Beschäftigung in einem Gemeindesekretariat ebenfalls als Stabsdienst bezeichnet. In Österreich gibt einen Stabsdienst auch bei den Feuerwehren. Die Aufgaben sind dieselben wie im militärischen Bereich.